# Neusee (Auweiher)
Der Neusee ist ein künstliches Gewässer in der Gemeinde Bernried am Starnberger See. Der See wird vom Bernrieder Weiher gespeist und entwässert zum Auweiher.

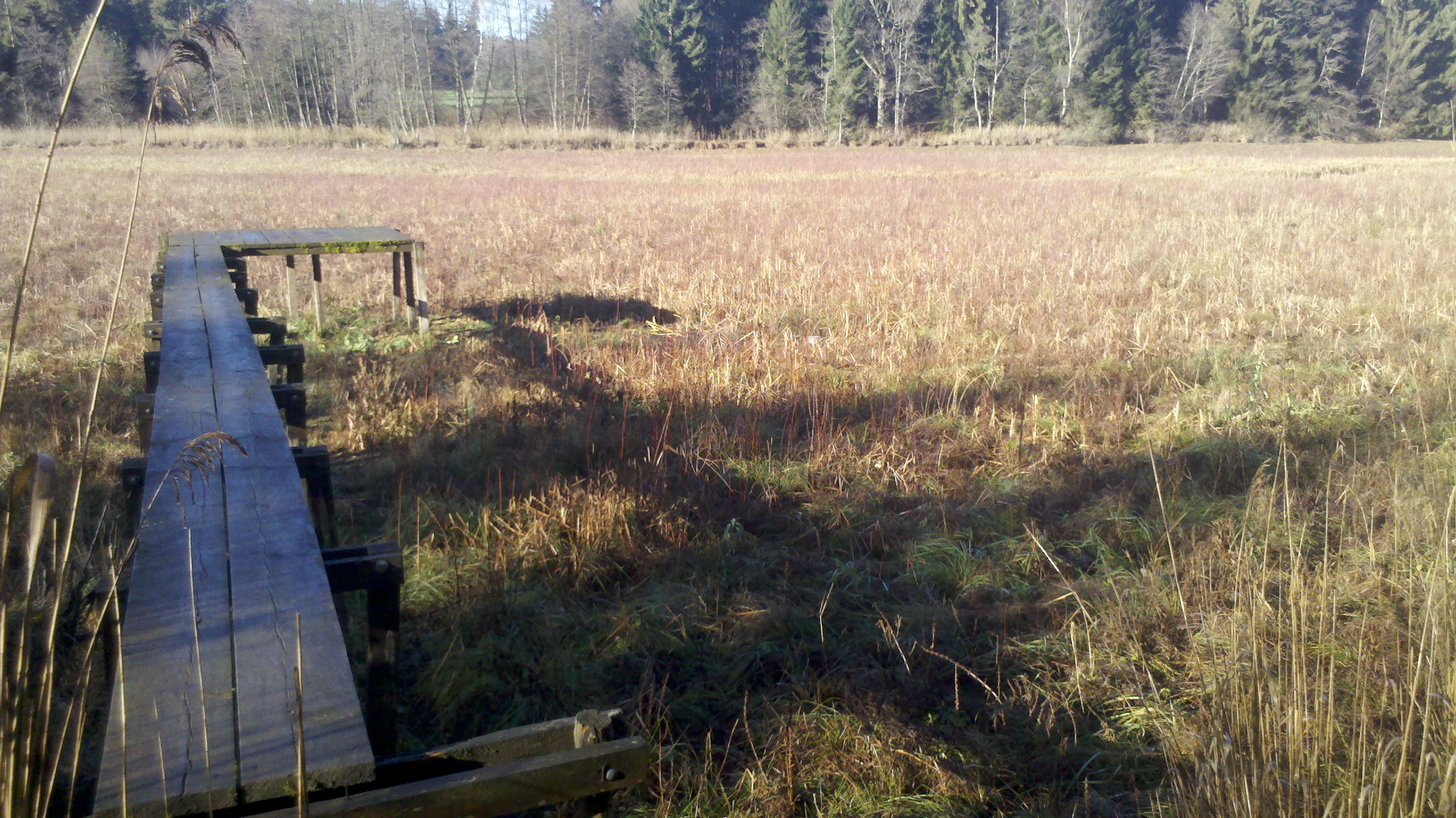
Der trockengelegte Neusee 2015

Der Neusee wurde im Jahr 2014 aufgrund einer Verschärfung der geforderten Hochwasserschutzmaßnahmen und der damit verbundenen Kosten vom Besitzer trockengelegt.
2018 wurden dann mit einer Sanierung des Damms begonnen, die Kosten übernahm die Gemeinde Bernried, die den See auf 30 Jahre pachtete, um ihn so als Naturschutzfläche ausweisen zu können. Seit 2020 ist der See wieder komplett befüllt.